# T-180
Der T-180 (russisch Т-180) ist ein sowjetischer Kettentraktor, der ab 1965 im Brjanski Awtomobilny Sawod (dt. Brjansker Automobilwerk, kurz БАЗ bzw. BAZ) produziert wurde. Das Fahrzeug wurde sowohl in der Landwirtschaft zur Bodenbearbeitung als auch in der Industrie als Planierraupe und Rohrverleger genutzt und in verschiedenen Versionen gebaut, einige Exemplare kamen auch in die DDR.

## Fahrzeuggeschichte

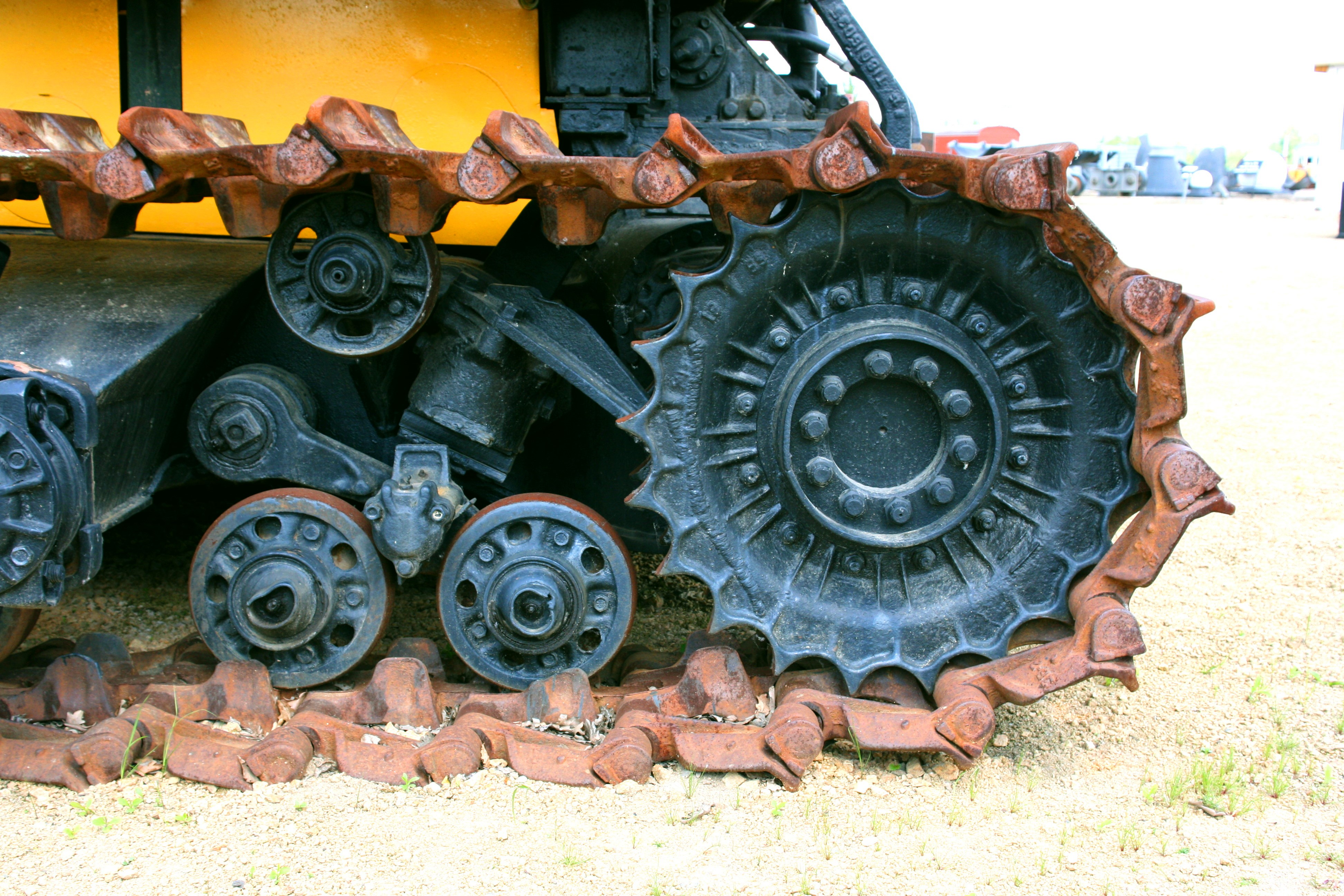
Detail des Kettenfahrwerks: Antriebsrad (rechts) und Laufrollen (2010)

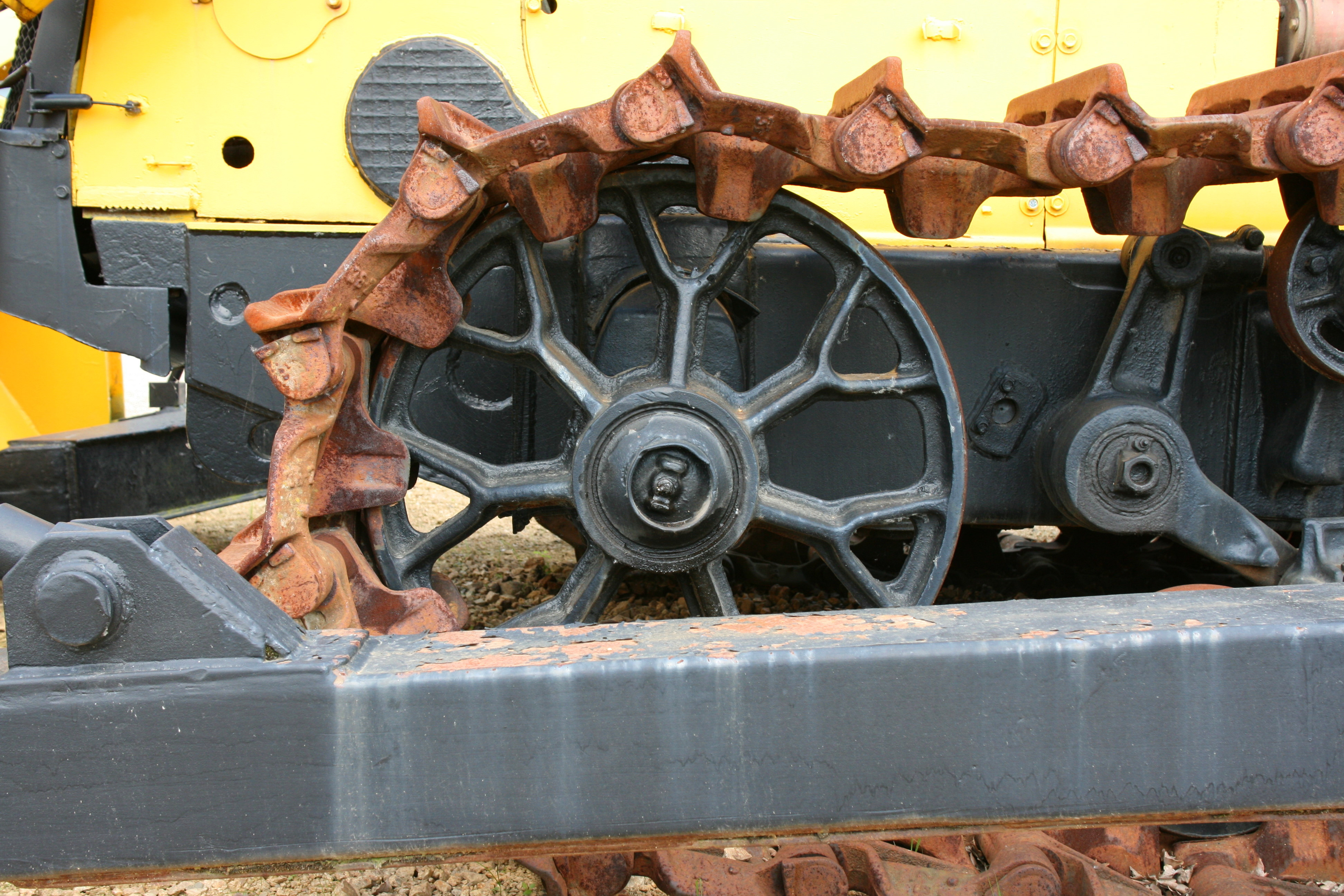
Vorderes Leitrad und Teile des Planierschildrahmens (2010)

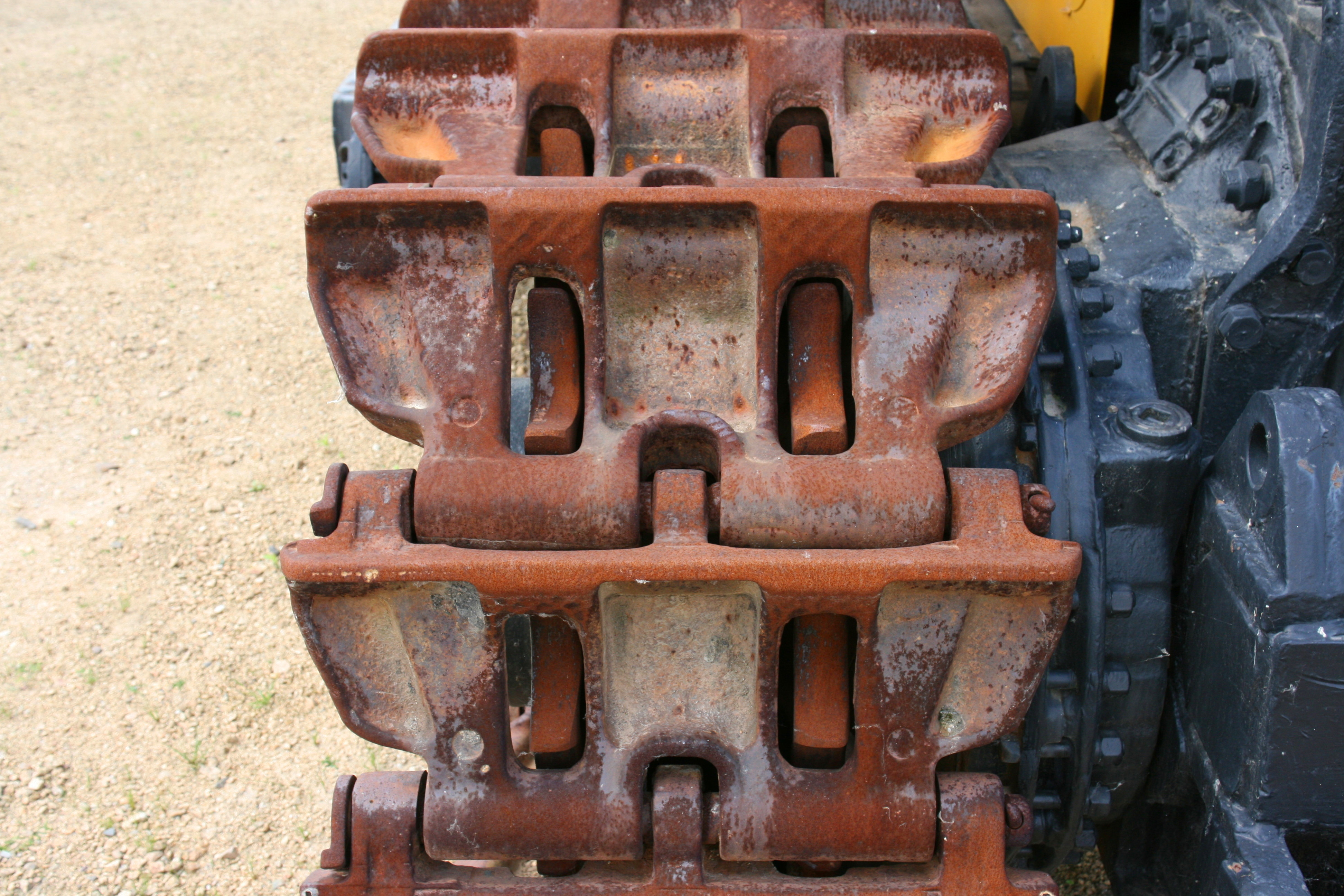
Detailaufnahme der Kettenglieder (2010)

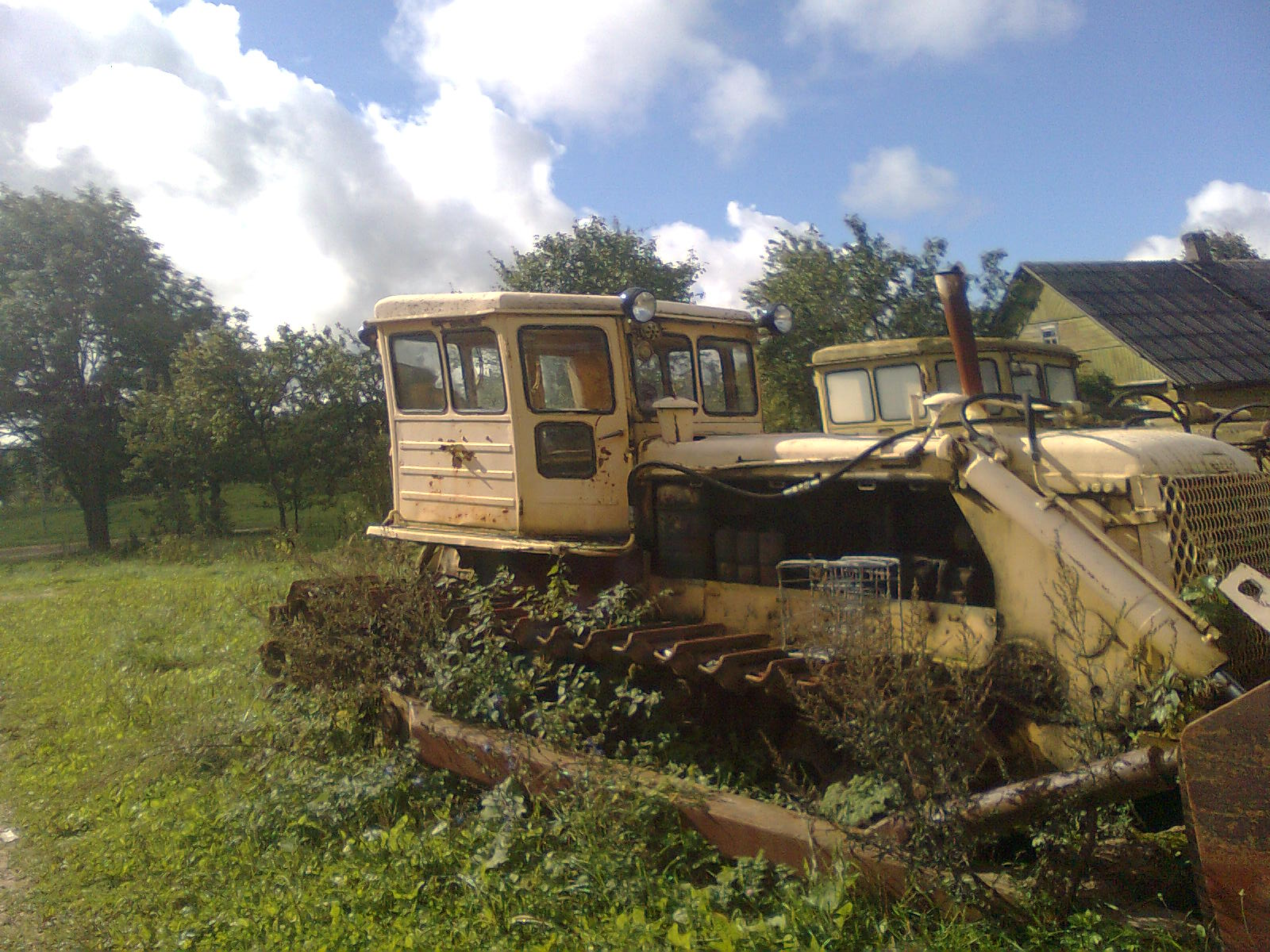
Zwei abgestellte T-180 mit Planierschild, nur teilweise sichtbar (2010)

Das Brjanski Awtomobilny Sawod wurde 1958 als Zweigwerk von ZIL gegründet und beschäftigte sich vorrangig mit der Fertigung von Militärtechnik. Noch im gleichen Jahr nahm es jedoch auch die Fertigung schwerer Kettentraktoren vom Typ T-140 auf, der noch als S-140 (S für „Stalinez“) im Tscheljabinski Traktorny Sawod entwickelt worden war. Im Zuge der Verlagerung der Produktion und der Entstalinisierung wurde die Bezeichnung zu T-140 geändert.
Ab 1961 entwickelte das Brjansker Werk eine modernisierte Variante des Fahrzeugs. Größte Neuerung war der Sechszylinder-Vorkammerdieselmotor vom Typ D-180 mit 175 PS (129 kW) Nennleistung. Er entsprach baulich dem Vierzylinder des kleineren T-100 aus der Produktion in Tscheljabinsk, alle wesentlichen Bauteile der Motoren wurden so weit wie möglich vereinheitlicht. Der Sechszylinder hat einen Hubraum von knapp über 20 l, eine niedrige Verdichtung von 14:1 und entwickelt seine Nennleistung bei 1100 min−1. Die Serienproduktion der Maschinen begann 1965 und löste den T-140 ab. Außerdem wurde die Front der Traktoren optisch leicht modifiziert, der T-140 hatte noch den geraden Kühlergrill, wie er für die Traktoren aus Tscheljabinsk (z. B. Stalinez-80, Stalinez-100) typisch war.
Obwohl im Russischen als Traktor und im Deutschen vom Hersteller als Schlepper bezeichnet, wurden die Fahrzeuge nur bedingt in der Landwirtschaft eingesetzt. Aufgrund der geringen Geschwindigkeiten und der hohen Kraftstoffverbräuche kamen sie meist nur beim Tiefpflügen oder bei der Erschließung von Neu- und Brachland zum Einsatz. Das waren die Einsatzgebiete, wo die gute Traktion und die hohe Zugkraft die Nachteile überwogen. Der Großteil der Fahrzeuge wurde in der Bauwirtschaft als Planierraupen oder als Trägerfahrzeuge für Spezialmaschinen verwendet. Dort waren sie größenordnungsmäßig zwischen dem kleineren T-100 und dem wesentlich größeren DET-250 angesiedelt. Es wurden auch spezielle Varianten für den Einsatz in besonders kalten Gebieten oder die Verwendung im Bergbau konstruiert und gebaut. Zudem diente der T-180 als Basisfahrzeug für verschiedene Rohrverleger im Pipelinebau. Diese Maschinen wurden auch ohne Fahrerhaus geliefert, wogen deutlich mehr als die Basisversion und konnten Rohrstrecken bis 35 t Gewicht heben.
Im Laufe der Zeit zeigten sich im praktischen Einsatz an der Konstruktion verschiedene Mängel. Die Kurbelwelle des Sechszylinder-Dieselmotors neigte aufgrund ihrer Länge zu Brüchen. Das pneumatische Steuerungssystem des Fahrzeugs sorgte besonders bei kalten Temperaturen für Probleme, weil Kondensat in der Anlage einfror und sich der Traktor nicht mehr korrekt steuern ließ. Auch die Gleiskettenfahrwerke waren eine Schwachstelle, für schwere Einsätze waren sie unterdimensioniert, wodurch es häufiger zu Materialermüdung und Brüchen kam. Trotz dieser Mängel fertigte BAZ zeitweise 1400 Maschinen pro Jahr.
Ab Werk wurden die Traktoren in den letzten Jahren gelb oder orange lackiert ausgeliefert, frühere Exemplare in einem Grauton, wie er für alle sowjetischen Kettenschlepper der 1960er-Jahre typisch war. Wann genau die Serienproduktion des T-180 eingestellt wurde, ist nicht gesichert. Einige der Spezialfahrzeuge wurden um 1987 aus der Fertigung genommen, 1989 verschwand auch das Basismodell aus den Produktkatalogen. Gleichwohl sind einzelne Fahrzeuge mit dem Baujahr 1992 bekannt. Das Produktionsende muss auch vor dem Hintergrund gesehen werden, dass das Tscheljabinski Traktorny Sawod den ähnlich starken, aber wesentlich moderner konstruierten Kettentraktor T-170 im Jahr 1988 in die Serienproduktion übernahm. Heute sind nur noch verhältnismäßig wenige T-180 im Einsatz und Informationen zu den Maschinen sind schlecht zugänglich, weil das Herstellerwerk während seiner gesamten Existenz immer auch militärische Fahrzeuge wie mobile Raketenabschussrampen fertigte und damit der Geheimhaltung unterlag. BAZ stellte mit dem T-180 die Produktion von Kettentraktoren komplett ein und fertigt heute nur noch Speziallastwagen für militärische und zivile Anwendungen.

## Modellvarianten
In knapp 30 Jahren Produktionszeit liefen verschiedene Versionen des T-180 von den Bändern. Die nachfolgende Liste ist nicht abschließend, soll aber einen Überblick bieten.
- T-180 – Grundversion, ab 1965 gebaut. Ohne hydraulische Ausrüstung, Schiebeschild oder Heckaufreißer.
- DS-24A – Erste Planierraupenversion auf Basis des T-180, noch ohne Hydraulikanlage. Das Schiebeschild wurde per Seilzugsystem höhenverstellt. Später zum DS-25 und DS-35 überarbeitet.
- T-180G – Modell mit Hydraulikanlage und Planierschild. Das Gewicht (ohne Schild) stieg auf etwa 15,5 Tonnen, außerdem wurde ein anderes Getriebe eingebaut, wodurch die Höchstgeschwindigkeit auf knapp 12 km/h vergrößert wurde.[2]
- T-180G2 – Überarbeitete Variante des T-180G.
- T-180S – Version für den Betrieb in Regionen mit besonders kaltem Klima.
- T-180KS – Für den Einsatz im Berg- und Tagebau.
- D-804M – Rohrverleger auf Basis des T-180 mit seitlichem Kran und Gegengewicht, zunächst noch ohne Fahrerhaus. Spätere Versionen wurden mit einer Kabine ausgerüstet. Mit dieser Maschine konnten Pipelinerohre bis 1020 mm Durchmesser und 35 Tonnen Gewicht verlegt werden. Es handelt sich um die modernisierte Variante (M) des D-804 auf Basis des Vorgängertraktors T-140. Die komplette Maschine inklusive Ausleger wurde auch als TG-351 bezeichnet und in anderen Werken komplettiert.
- D-804PG – Basisfahrzeug für verschiedene Frontanbaugeräte, unter anderem auch für Planierschilde.
- WWPS-32/19 – Ramme mit T-180 als Basisfahrzeug.

Für den T-180 wurden neben Planierschilden und Heckaufreißern auch diverse Spezialanbaumaschinen entwickelt, die teilweise über Zapfwellen angetrieben wurden. Darunter waren Grabenpflüge, Meliorationsmaschinen, Schürfzüge, Schneefräsen, Frontlader (Verwendung als Laderaupe) und Holzgreifer für die Verladung von Rundholz in der Forstindustrie.

## Technische Daten
Die nachfolgenden Daten beziehen sich auf das Grundmodell T-180 ohne Planierschild und Hebevorrichtungen. Die Fahrgeschwindigkeiten beziehen sich auf die Version D-804M, die sich jedoch nur durch Anbaugeräte unterscheidet.
- Motor: Sechszylinder-Reihenmotor
- Arbeitsprinzip: Viertakt-Dieselmotor
- Motortyp: D-180
- Leistung: 128,8 kW (175 PS) bei 1100 min−1
- Hubraum: 20,28 l
- Bohrung: 145 mm
- Hub: 205 mm
- Verdichtung: 14:1
- spezifischer Kraftstoffverbrauch: 238 g/kWh
- Tankinhalt: 325 l
- Motorgewicht: 2600 kg
- Anlasser: Zweizylinder-Ottomotor vom Typ P-23 mit Elektroanlasser
- Getriebetyp: handgeschaltetes Getriebe mit vier Vorwärtsgängen und einem Rückwärtsgang
- Geschwindigkeiten:
  - vorwärts: 2,74–6,68 km/h
  - Kriechgang: 2,09 km/h
  - rückwärts: 3,08 km/h
- Zugkraft: maximal 147,2 kN

Abmessungen und Gewichte
- Länge: 5420 mm
- Höhe: 2825 mm
- Breite: 2740 mm ohne Planierschild
- Bodenfreiheit: 550 mm (Ausführung als Traktor)
- Spurweite: 2040 mm
- Radstand zwischen Antriebs- und Leitrad: 3220 mm
- Kettenbreite: 580 mm
- Höhe der Rippen der Gleisketten: 75 mm
- Gewicht: 14.950 kg
- Leistungsgewicht: 8,6 kW/t
- spezifischer Bodendruck:
  - auf festem Boden: 0,48 kg/cm²
  - auf weichem Boden: 0,315 kg/cm²